# Midway, Ohio
Midway là một làng thuộc quận Madison, tiểu bang Ohio, Hoa Kỳ. Năm 2010, dân số của làng này là 322 người.

## Dân số
- Dân số năm 2000: 274 người.
- Dân số năm 2010: 322 người.